# Разепино
Разепино — деревня в Кунгурском муниципальном районе Пермского края России. Входит в состав Шадейского сельского поселения. Известна с 1795 года.

## География
Деревня находится в юго-восточной части края, к югу от реки Бабки, на расстоянии приблизительно 12 километров (по прямой) к западу-северо-западу от города Кунгура, административного центра района.
Климат
Климат характеризуется как умеренно континентальный, с продолжительной многоснежной холодной зимой и коротким умеренно тёплым летом. Среднегодовая температура воздуха — 1,3 °С. Средняя многолетняя температура самого холодного месяца (января) составляет −15,6 °С, температура самого тёплого (июля) — 17,8 °С. Продолжительность безморозного периода составляет 113 дней. Среднегодовое количество осадков — 539 миллиметров. Снежный покров держится в среднем около 170—180 дней в году.

## Население
| 2010 |
| ---- |
| 11   |

Половой состав
По данным Всероссийской переписи населения 2010 года в половой структуре населения мужчины составляли 36,4 %, женщины — соответственно 63,6 %.
Национальный состав
Согласно результатам переписи 2002 года, в национальной структуре населения русские составляли 100 % из 16 человек.